# Berberentulus berberus
Berberentulus berberus är en urinsektsart som först beskrevs av Bruno Condé 1948.  Berberentulus berberus ingår i släktet Berberentulus och familjen lönntrevfotingar. Inga underarter finns listade.